# Perfectae caritatis
Perfectae Caritatis, o Decreto sobre a Adaptação e Renovação da Vida Religiosa, é o documento emitido pelo Concílio Vaticano II que trata especificamente dos institutos de vida consagrada na Igreja Católica Romana.  Um dos documentos mais curtos do Concílio, o decreto foi aprovado por uma votação de 2.321 a 4 dos bispos reunidos e promulgado pelo Papa Paulo VI em 28 de outubro de 1965. Como é habitual nos documentos da Igreja, o título é retirado das primeiras palavras ( incipit ) do decreto: “da Caridade Perfeita” em latim. 

## Conteúdo
O Concílio Vaticano II já havia feito uma exposição da natureza da vida religiosa no capítulo 6 da Constituição Lumen gentium e a Perfectae Caritatis refletia os princípios da vida religiosa ali estabelecidos.  Este capítulo descreveu a forma essencial da vida religiosa como uma vida “consagrada pela profissão dos conselhos evangélicos ” (n. 44). O Decreto Perfectae Caritatis foi publicado com o objetivo de “tratar da vida e da disciplina dos institutos cujos membros fazem profissão de castidade, pobreza e obediência e para prover às suas necessidades no nosso tempo” ( Perfectae Caritatis n. 1). Contendo 25 parágrafos numerados, o Decreto estabeleceu cinco princípios gerais para orientar a renovação desses institutos. Devido à grande variedade de comunidades religiosas com diferentes histórias, características, costumes e missões, o Concílio Vaticano não deu indicações específicas e deixou a cada comunidade individual a autoridade para determinar o que precisava ser mudado de acordo com o espírito de seus fundadores, as necessidades da vida moderna e as situações em que viveram e trabalharam.

## Consequências
Em 6 de agosto de 1966, o Papa Paulo VI emitiu Ecclesiae Sanctae, uma carta apostólica sobre a implementação de certos documentos conciliares, incluindo Perfectae Caritatis. 
O período que se seguiu à promulgação da Perfectae Caritatis foi marcado por uma enorme experimentação na vida religiosa. Muitos institutos substituíram os seus hábitos tradicionais por trajes mais modernos, experimentaram diferentes formas de oração e de vida comunitária e adaptaram a obediência a um superior a uma forma de consulta e discussão. Um grande número de religiosos abandonaram totalmente a vida religiosa e, nas décadas seguintes, houve uma grande queda no número de vocações religiosas no mundo ocidental. Não está claro até que ponto esta mudança se deveu aos documentos do Concílio Vaticano II. Os historiadores observam que a sociedade ocidental como um todo passava por turbulências sociais causadas pela revolução sexual.